# Elzo Aloísio Coelho
Elzo Aloísio Coelho mais conhecido como Elzo (Serrania, 22 de janeiro de 1961), é um ex-futebolista brasileiro que atuava  como meia. Defendeu o Brasil na Copa do Mundo de 1986.
Elzo iniciou sua carreira no Ginásio Pinhalense, de Espírito Santo do Pinhal, com dezesseis anos. Despertou o interesse da Internacional, de Limeira, que o contratou em 1981. Foi contratado em 1984 pelo Atlético Mineiro, onde conquistaria os Campeonatos Mineiros de 1985 e 1986. Convocado de maneira surpreendente pelo técnico Telê Santana da Silva em março de 1986, acabou titular do Brasil na Copa do Mundo daquele ano e foi eleito um dos melhores do mundial. No total, Elzo jogou onze partidas pela seleção brasileira, entre março e junho de 1986. Ficou no Atlético até 1987, quando foi vendido ao Benfica. Na temporada de 1987-88, ele disputou a final da Liga dos Campeões, perdida para o holandês PSV Eindhoven nos pênaltis. No ano seguinte, voltou ao Brasil para defender o Palmeiras, onde ficou até 1990. Em 1991, foi contratado pelo Catanduvense, ficando por lá até 1993, quando aposentou-se sem nunca ter sido expulso. "Eu sempre me antecipei aos adversários e por isso ficava com a bola", revelou, à revista Placar, em 2008.
Quando jogou no Palmeiras, ganhou a Bola de prata de 1989.

## Títulos
Ginásio Pinhalense
- Campeonato Paulista: 1979

Internacional
- Campeonato Gaúcho: 1982, 1983, 1984

Atlético Mineiro
- Campeonato Mineiro: 1985, 1986

Benfica
- Primeira Liga: 1988–89

## Prêmios individuais
- Bola de Prata da Revista Placar: 1985